# أوسكار فالديز
أوسكار فالديز (بالإسبانية: Óscar Valdez)‏ مواليد 22 ديسمبر 1990 في ولاية سونورا، المكسيك، هو ملاكم محترف مكسيكي يصنف ضمن فئة وزن الريشة. شارك في دورة الألعاب الأولمبية الصيفية سنة 2008. حقق الميدالية الفضية في دورة الألعاب الأمريكية 2011.

## إحصائيات
خاض خلال مسيرته 25 نزالا، فاز في 25 ولم يتعادل ولم يخسر. فاز بالضربة القاضية في 20 نزالا.

## الميداليات
| الميدالية | المسابقة                    |
| --------- | --------------------------- |
| فضية      | دورة الألعاب الأمريكية 2011 |

## روابط خارجية
- أوسكار فالديز على موقع بوكس ريك (الإنجليزية) (registration required)
- أوسكار فالديز على موقع اللجنة الأولمبية الدولية (الإنجليزية)
- أوسكار فالديز على موقع اللجنة الأولمبية الدولية (الإنجليزية)
- أوسكار فالديز على موقع أوليمبيديا (الإنجليزية)